# Иново (Видинская область)
Иново (болг. Иново) — село в Болгарии. Находится в Видинской области, входит в общину Видин. Население составляет 662 человека.

## Политическая ситуация
В местном кметстве Иново, в состав которого входит Иново, должность кмета (старосты) исполняет Петыр Любенов Петров (коалиция в составе 3 партий: Болгарская социалистическая партия (БСП), Земледельческий союз Александра Стамболийского (ЗСАС), Объединённый блок труда (ОБТ)) по результатам выборов.
Кмет (мэр) общины Видин — Румен Ангелов Видов (Граждане за европейское развитие Болгарии (ГЕРБ)) по результатам выборов.